# والنتینا تولکونووا
والنتینا تولکونووا (روسی: Валенти́на Васи́льевна Толкуно́ва؛ ۱۲ ژوئیهٔ ۱۹۴۶ – ۲۲ مارس ۲۰۱۰) خواننده اهل روسیه بود. وی بین سال‌های ۱۹۶۶ تا ۲۰۱۰ میلادی فعالیت می‌کرد.
وی همچنین برندهٔ جوایزی همچون نشان دوستی و هنرمند مردمی جمهوری شوروی فدراتیو سوسیالیستی روسیه شده‌است.